# 탄성 충돌

열교란 상태의 원자는 흑체 복사가 계에서 방출되지 않는 동안 기본적으로 탄성 충돌을 한다. 대체로 두 원자가 되튈 때는 충돌 전과 같은 운동 에너지를 가진다. (원자 중 다섯은 쉽게 찾을 수 있도록 붉게 칠했음.)

탄성 충돌(彈性衝突, elastic collision)은 두 물체가 부딪힐 때 충돌 전후에 두 물체가 충돌하는 계의 운동 에너지 총량이 일정한 충돌을 이르는 말이다. 탄성 충돌은 운동 에너지가 다른 형태로 전환되는 일이 없을 경우에만 일어난다. 이 정의는 더 이상 분해되지 않는 입자 따위에서 일어나는 사실상의 충돌 뿐 아니라, 우주선이 중력을 가진 천체에 가까이 접근하여 궤도를 바꾸는 간접 충돌(스윙 바이)에도 적용된다.
작은 물체들이 충돌하는 동안, 입자가 충돌 시의 반발력에 반하여 움직일 때 우선 운동 에너지는 입자 사이의 반발 위치 에너지로 변한다. 다음 입자가 힘과 같은 방향으로 움직이면서 이 위치 에너지는 다시 운동 에너지로 돌아간다. 전후의 운동 에너지 총량이 일정할 때를 탄성 충돌이라 한다.
원자 간의 충돌은 탄성 충돌이다. (러더퍼드 산란이 한 예다.)
원자와는 별개로, 기체나 액체를 이루는 분자는 충돌 시에 운동 에너지가 분자의 병진 운동과 내부 자유도에 분배가 바뀌므로 완전한 탄성 충돌을 하기가 어렵다.

## 방정식

### 1차원 뉴턴 충돌
두 입자를 첨자로 1, 2라 하고, mi 을 질량, 충돌 전 속력을 ui, 충돌 후 속력을 vi 라 두자.
운동량 보존 법칙에 의하여 충돌 전과 후의 운동량이 같으며 이를 식으로 나타내면 다음과 같다.
{\displaystyle \,\!m_{1}u_{1}+m_{2}u_{2}=m_{1}v_{1}+m_{2}v_{2}}
마찬가지로 운동 에너지 보존 법칙을 식으로 나타내면 다음과 같다.
{\displaystyle {\frac {m_{1}u_{1}^{2}}{2}}+{\frac {m_{2}u_{2}^{2}}{2}}={\frac {m_{1}v_{1}^{2}}{2}}+{\frac {m_{2}v_{2}^{2}}{2}}}
ui를 알 때 두 방정식을 풀어 vi를 구할 수 있으며 역도 가능하다. 그러나 식을 직접 풀 경우 복잡해지므로, 먼저 값을 아는 속력 중 하나가 0이 되도록 기준계를 바꾸어 간단히 풀 수 있다. 새 기준계에서 방정식을 풀어 값을 모르는 속력을 결정한 뒤, 다시 원래 기준계로 변환하여 같은 결과를 얻는다. 일단 값을 모르는 속력 하나가 결정되면, 대칭이므로 나머지도 알 수 있다.
vi에 대해 연립하면 다음을 얻는다.
{\displaystyle v_{1}={\frac {u_{1}(m_{1}-m_{2})+2m_{2}u_{2}}{m_{1}+m_{2}}}} , {\displaystyle v_{2}={\frac {u_{2}(m_{2}-m_{1})+2m_{1}u_{1}}{m_{1}+m_{2}}}}
또는
{\displaystyle \ v_{1}=u_{1}} , {\displaystyle \ v_{2}=u_{2}}
후자 역시 방정식의 해로, 충돌이 일어나지 않은 경우에 해당한다.

### 1차원 상대론적 충돌
특수 상대성이론에 따르면, 운동량 p 는 속도 v, 광속 c, 질량 m에 대해 다음과 같은 관계식을 갖는다.{\displaystyle p={\frac {mv}{\sqrt {1-{\frac {v^{2}}{c^{2}}}}}}}총 운동량 합이 0이 되는 지점(운동량중심)을 기준으로 한 좌표계의 관점에서 두 물체의 운동량 {\displaystyle p_{1},p_{2}}과 총 에너지 {\displaystyle E}는 두 물체의 불변질량 {\displaystyle m_{1},m_{2}} 충돌전 속도 {\displaystyle u_{1},u_{2}}, 충돌후 속도 {\displaystyle v_{1},v_{2}}를 통해 다음과 같이 표현 가능하다.{\displaystyle {\begin{aligned}p_{1}&=-p_{2}\\p_{1}^{2}&=p_{2}^{2}\\E&={\sqrt {m_{1}^{2}c^{4}+p_{1}^{2}c^{2}}}+{\sqrt {m_{2}^{2}c^{4}+p_{2}^{2}c^{2}}}=E\\p_{1}&=\pm {\frac {\sqrt {E^{4}-2E^{2}m_{1}^{2}c^{4}-2E^{2}m_{2}^{2}c^{4}+m_{1}^{4}c^{8}-2m_{1}^{2}m_{2}^{2}c^{8}+m_{2}^{4}c^{8}}}{2cE}}\\u_{1}&=-v_{1}.\end{aligned}}}
운동량 보존을 적용하면 식은 다음과 같이 정리할 수 있다.{\displaystyle {\begin{aligned}m_{1}u_{1}+m_{2}u_{2}&=m_{1}v_{1}+m_{2}v_{2}=0\\m_{1}u_{1}^{2}+m_{2}u_{2}^{2}&=m_{1}v_{1}^{2}+m_{2}v_{2}^{2}\\{\frac {(m_{2}u_{2})^{2}}{2m_{1}}}+{\frac {(m_{2}u_{2})^{2}}{2m_{2}}}&={\frac {(m_{2}v_{2})^{2}}{2m_{1}}}+{\frac {(m_{2}v_{2})^{2}}{2m_{2}}}\\(m_{1}+m_{2})(m_{2}u_{2})^{2}&=(m_{1}+m_{2})(m_{2}v_{2})^{2}\\u_{2}&=-v_{2}\\{\frac {(m_{1}u_{1})^{2}}{2m_{1}}}+{\frac {(m_{1}u_{1})^{2}}{2m_{2}}}&={\frac {(m_{1}v_{1})^{2}}{2m_{1}}}+{\frac {(m_{1}v_{1})^{2}}{2m_{2}}}\\(m_{1}+m_{2})(m_{1}u_{1})^{2}&=(m_{1}+m_{2})(m_{1}v_{1})^{2}\\u_{1}&=-v_{1}\,.\end{aligned}}}
이제 계의 총 운동량 {\displaystyle p_{T},} 총 에너지 {\displaystyle E}, 운동량 중심의 속도 {\displaystyle v_{c}}의 관점에서 식을 다시 써보자.{\displaystyle {\begin{aligned}{\frac {m_{1}\;u_{1}}{\sqrt {1-u_{1}^{2}/c^{2}}}}+{\frac {m_{2}\;u_{2}}{\sqrt {1-u_{2}^{2}/c^{2}}}}&={\frac {m_{1}\;v_{1}}{\sqrt {1-v_{1}^{2}/c^{2}}}}+{\frac {m_{2}\;v_{2}}{\sqrt {1-v_{2}^{2}/c^{2}}}}=p_{T}\\{\frac {m_{1}c^{2}}{\sqrt {1-u_{1}^{2}/c^{2}}}}+{\frac {m_{2}c^{2}}{\sqrt {1-u_{2}^{2}/c^{2}}}}&={\frac {m_{1}c^{2}}{\sqrt {1-v_{1}^{2}/c^{2}}}}+{\frac {m_{2}c^{2}}{\sqrt {1-v_{2}^{2}/c^{2}}}}=E\end{aligned}}}운동량중심의 속도는 다음과 같이 정리 가능하다.{\displaystyle v_{c}={\frac {p_{T}c^{2}}{E}}}
이때 충돌 전 두 물체의 속도 {\displaystyle u_{1}'}와 {\displaystyle u_{2}'}는 다음과 같이 쓸 수 있다. {\displaystyle {\begin{aligned}u_{1}'&={\frac {u_{1}-v_{c}}{1-{\frac {u_{1}v_{c}}{c^{2}}}}}\\u_{2}'&={\frac {u_{2}-v_{c}}{1-{\frac {u_{2}v_{c}}{c^{2}}}}}\\v_{1}'&=-u_{1}'\\v_{2}'&=-u_{2}'\\v_{1}&={\frac {v_{1}'+v_{c}}{1+{\frac {v_{1}'v_{c}}{c^{2}}}}}\\v_{2}&={\frac {v_{2}'+v_{c}}{1+{\frac {v_{2}'v_{c}}{c^{2}}}}}\end{aligned}}}
{\displaystyle u_{1}\ll c}와 {\displaystyle u_{2}\ll c}의 가정을 세우면 다음과 같이 근사할 수 있다.{\displaystyle {\begin{aligned}p_{T}&\approx m_{1}u_{1}+m_{2}u_{2}\\v_{c}&\approx {\frac {m_{1}u_{1}+m_{2}u_{2}}{m_{1}+m_{2}}}\\u_{1}'&\approx u_{1}-v_{c}\approx {\frac {m_{1}u_{1}+m_{2}u_{1}-m_{1}u_{1}-m_{2}u_{2}}{m_{1}+m_{2}}}={\frac {m_{2}(u_{1}-u_{2})}{m_{1}+m_{2}}}\\u_{2}'&\approx {\frac {m_{1}(u_{2}-u_{1})}{m_{1}+m_{2}}}\\v_{1}'&\approx {\frac {m_{2}(u_{2}-u_{1})}{m_{1}+m_{2}}}\\v_{2}'&\approx {\frac {m_{1}(u_{1}-u_{2})}{m_{1}+m_{2}}}\\v_{1}&\approx v_{1}'+v_{c}\approx {\frac {m_{2}u_{2}-m_{2}u_{1}+m_{1}u_{1}+m_{2}u_{2}}{m_{1}+m_{2}}}={\frac {u_{1}(m_{1}-m_{2})+2m_{2}u_{2}}{m_{1}+m_{2}}}\\v_{2}&\approx {\frac {u_{2}(m_{2}-m_{1})+2m_{1}u_{1}}{m_{1}+m_{2}}}\end{aligned}}}따라서 충돌 전 두 물체의 속도가 광속보다 매우 작다고 가정했을 때, 고전역학의 계산이 여전히 적용된다.

## 같이 보기
- 충돌
- 비탄성 충돌
- 반발 계수